# 도사 (전한)
도사(陶舍, ? ~ 기원전 196년)는 중국 초한전쟁기의 군인으로, 개국공신으로서 개봉후(開封侯)에 봉해졌다.

## 생애
한왕 5년(기원전 203년) 우사마(右司馬)로서 처음 종군하였으며, 이후 중위로서 연나라와 대나라를 쳐 평정하였다.
고제 11년(기원전 197년) 12월에 개봉후에 봉해졌으며, 이듬해에 죽어 아들 도청이 뒤를 이었다.

## 출전
- 사마천, 《사기》 권18 고조공신후자연표

| 선대 (첫 봉건) | 제1대 전한의 개봉후 기원전 197년 12월 병진일 ~ 기원전 196년 | 후대 아들 개봉이후 도청 |